# Луи II (князь Монако)
Луи II, полное имя Луи Оноре Шарль Антуан Гримальди (фр. Louis Honoré Charles Antoine Grimaldi; 12 июля 1870, Баден-Баден, Германия — 9 мая 1949, Монако) — князь Монако, последний правитель из рода Гримальди-Матиньон.

## Биография
Единственный сын Альбера I (1848—1922) и Виктории Марии Дуглас-Гамильтон (1850—1922), дочери Уильяма, 11-го герцога Гамильтона и внучки великого герцога Карла Баденского. Родился при баденском дворе и до Первой мировой войны поддерживал тесные связи с немецкими родственниками.
Когда Луи было 10 лет, его родители развелись, и Луи уехал в Германию к отчиму, но вскоре был вынужден вернуться на родину для подготовки к исполнению княжеских обязанностей. Из-за натянутых и холодных отношений между ними Луи пришлось вновь покинуть Монако и уехать во Францию, где поступил в военную академию Сен-Сир. Окончив её, он поехал в Алжир в составе Иностранного легиона, где встретил певицу из кабаре, в которую страстно влюбился. Он не женился на ней, зная, что отец не даст разрешения на этот брак.
Луи служил во французской армии с 1898 по 1908 год, а во время Первой мировой войны снова поступил во французскую армию, став одним из самых выдающихся офицеров Пятой Армии. Он 
получил звание бригадного генерала и стал офицером ордена Почётного легиона. 
В 1922 году, после смерти отца, Луи взошёл на трон. 
Во время Второй мировой войны Луи безуспешно пытался сохранить нейтралитет. Дважды Монако было оккупировано: фашистской Италией и нацистской Германией. Несмотря на то, что арестуемых евреев заранее предупреждали об арестах, политика Луи в этом плане была очень нерешительной и вызывала негодование его наследника Ренье — ярого антифашиста.
Отсутствие у Луи сыновей создало угрозу династического кризиса в Монако. Столкнувшись с угрозой оккупации княжества французами в случае перехода престола к ближайшему наследнику мужского пола, Вильгельму фон Ураху, Луи в 1919 году признал свою незаконнорожденную дочь Шарлотту, которая год спустя вышла замуж за французского аристократа, графа Пьера де Полиньяка (1895—1964), который получил в Монако титул принца Гримальди. В 1946 году Луи вступил в брак с французской актрисой Жисленой Домманже (1900—1991) и уехал во Францию, где умер в 1949 году.
В 1944 году его дочь Шарлотта отказалась от прав на престол в пользу своего сына, и новым князем стал его внук Ренье III.

## Галерея

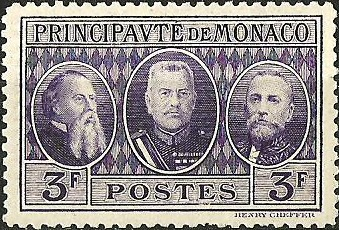
Марка Монако. 1928 год. Карл III, Луи II, Альбер I Гримальди
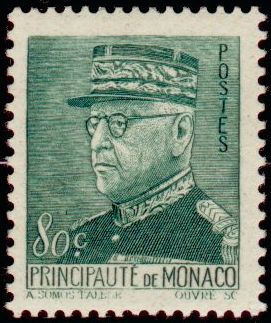
Марка с изображением Луи II, 1941 г.
Княгиня Монако Жислен Домманже